# Сборная Германии по регби-7
Сборная Германии по регби-7 (нем. Deutsche Siebener-Rugby-Nationalmannschaft) — национальная сборная Германии, представляющая эту страну на международных турнирах по регби-7 (квалификационных и финальных этапах Мировой серии по регби-7, чемпионатах Европы и чемпионатах мира). Собирается под руководством Немецкого регбийного союза.
Сборная участвовала трижды в розыгрышах Мировой серии по регби-7, занимая в сезоне 1999/2000 итоговое 22-е место, в сезоне 2003/2004 — 15-е место, в сезоне 2008/2009 — 17-е место. На чемпионатах мира в финальных этапах сборная не выступала, хотя участвовала в отборочном раунде к чемпионату мира 2013 года, проходившем в Москве в июле 2012 года. На чемпионатах Европы сборная Германии взяла бронзовые медали в 2002 году, серебряные в 2018 году, а через год впервые в своей истории стала чемпионом Европы, победив по сумме двух этапов, проходивших в Москве и Лодзе. Также в 2015 году она вышла в финальный этап квалификационного турнира к Олимпийским играм, однако не пробилась в финальный этап.

## История

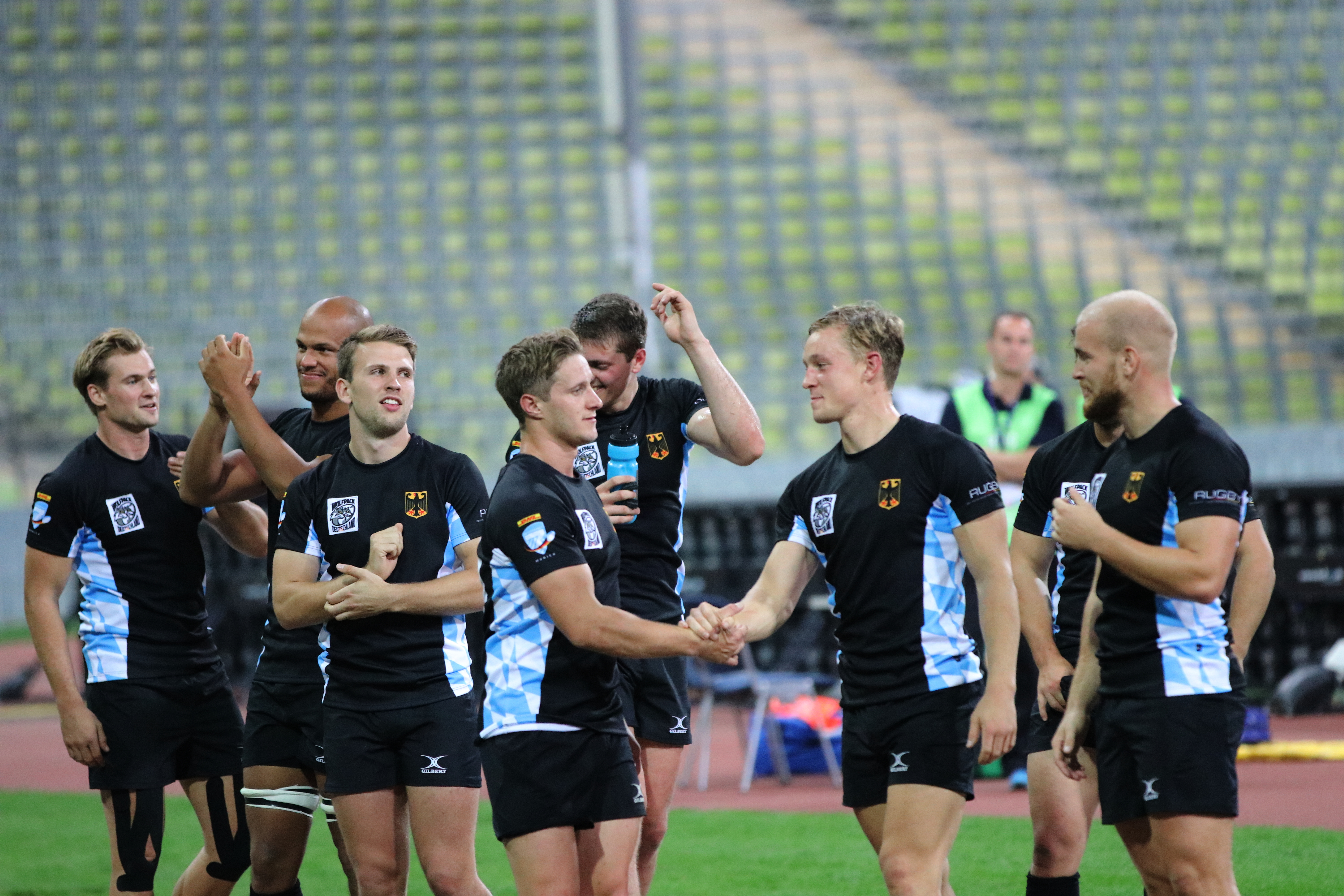
Сборная Германии на ежегодном турнире Октоберфеста (Мюнхен, 2017)

Дебют сборной Германии по регби-7 состоялся в 1990 году на турнире в Гонконге, когда немцы выиграли Чашу (утешительный трофей), победив Таиланд со счётом 28:12. В 1990-е годы сборная Германии, лидером которой был Райнер Кумм, выступала на разных международных турнирах: в 1997 году в Пунта-дель-Эсте на ежегодном турнире команда дошла до финала розыгрыша Тарелки (второй по статусу приз, утешительный турнир), проиграв Аргентине; в 1996 и 1997 годах участвовала в турнире в Париже, победив в 1997 году Румынию в финале Чаши; в 1998 году дошла до розыгрыша Чаши, проиграв японцам в Париже.
В 2000 году Кумм завершил игровую карьеру, а капитаном стал Марк Шульце, который на турнире на Шри-Ланке с командой выиграл группу и дошёл до полуфинала Кубка, выбив в четвертьфинале Гонконг и проиграв в полуфинале Южной Корее. В том же году отмечалось столетие Немецкого регбийного союза, что было отмечено не только банкетом в Гейдельбергском замке, но и проведением европейского отборочного турнира к чемпионату мира 2001 года. В ходе розыгрыша сборная Германии разбила наголову Швейцарию и Югославию и чуть было не сотворила сенсацию в матче против Ирландии, проиграв в итоге 12:35 — у ирландцев были трудности в организации игры, несмотря на присутствие в своём составе игрока сборной по регби-15 Гордона Д’Арси.
В 2005 году в Дуйсбурге прошли Всемирные игры, в программу которых вошло регби-7. Сборная Германии выступала на этом турнире, но проиграла все матчи: все три в первый день на групповом этапе, а на второй день полуфинал Чаши против Франции (12:35) и матч за 7-е место против Японии (17:31). На общеевропейском уровне сборная Германии не показывала ничего выдающегося, пока в 2018 году на чемпионате Европы не заняла 2-е место по итогам четырёх этапов, пропустив вперёд Ирландию. Сенсацией стала через год победа в 2019 году на чемпионате Европы по итогам двух этапов: немцы опередили Францию.
С 2016 года сборная Германии участвует в ежегодном турнире в Гонконге, борясь за выход в Мировую серию: дважды немцы доходили до финала, но терпели неудачу в решающем матче.

## Достижения
Чемпионат Европы по регби-7:
- Чемпионы: 2019
- Серебряные призёры: 2018, 2021, 2022
- Бронзовые призёры: 2002
- Четвёртое место: 2003, 2016

## Чемпионаты мира
| 1993  | Не квалифицировались | Не квалифицировались | Не квалифицировались | Не квалифицировались | Не квалифицировались | Не квалифицировались |
| 1997  | Не квалифицировались | Не квалифицировались | Не квалифицировались | Не квалифицировались | Не квалифицировались | Не квалифицировались |
| 2001  | Не квалифицировались | Не квалифицировались | Не квалифицировались | Не квалифицировались | Не квалифицировались | Не квалифицировались |
| 2005  | Не квалифицировались | Не квалифицировались | Не квалифицировались | Не квалифицировались | Не квалифицировались | Не квалифицировались |
| 2009  | Не квалифицировались | Не квалифицировались | Не квалифицировались | Не квалифицировались | Не квалифицировались | Не квалифицировались |
| 2013  | Не квалифицировались | Не квалифицировались | Не квалифицировались | Не квалифицировались | Не квалифицировались | Не квалифицировались |
| 2018  | Не квалифицировались | Не квалифицировались | Не квалифицировались | Не квалифицировались | Не квалифицировались | Не квалифицировались |
| 2022  | Финал Чаши           | 18-е                 | 4                    | 2                    | 2                    | 0                    |
| Итого | 0 побед              | 1/8                  | 4                    | 2                    | 2                    | 0                    |

## Текущий состав
Заявка на Турнир вызова Мировой серии по регби-7 2020 (отборочный турнир к Мировой серии по регби-7) — турнир в Чили и Уругвае (15—23 февраля 2020)

- Фабиан Хаймпель[англ.] (Гейдельберг[англ.])
- Тим Лихтенберг (Гейдельберг[англ.])
- Бастиан Химмер (Гейдельберг[англ.])
- Карлос Сотерас Мерц (Гейдельберг[англ.])
- Тим Бинияк (Гейдельберг[англ.])
- Себастьян Фромм (Гейдельберг[англ.])
- Манаса Сита (Нойенхайм[англ.])
- Леон Хеес (Хойзенштамм[англ.])
- Зани Дембеле ( Кастр Олимпик)
- Якобус Отто (Хандшусхайм)
- Анджо Букман (Хандшусхайм)
- Фил Щесны (Ганновер 78)
- Яррод Сауль (Ганновер 78)
- Джонатон Доу ( Уортинг Рейдерс)